# Bursera bipinnata
Bursera bipinnata o copal santo, es una especie de árbol de la familia Burseraceae.

## Descripción
Es un arbusto o árbol que alcanza un tamaño de  1.5 a 8 m de altura, con tronco delgado, produce la resina conocida como copal. Las hojas son pinnadas, lustrosas en el anverso y pálidas en el reverso. Las flores escasas están agrupadas en racimos. Los frutos son carnosos y de color verde, al madurar se tornan rojos.

## Distribución
Es originaria de México, donde habita en clima semiseco entre los 750 y los 1100 metros, asociado al bosque tropical caducifolio.

## Propiedades
La resina se aplica para extraer el pus de heridas o lesiones infectadas en el Estado de Guerrero.
Historia
En el siglo XVI, Francisco Hernández menciona: "la goma mezclada con estiércol de hormigas y de niños, alivia a los niños que deliran sin tener fiebre".
En el siglo XX, Alfonso Herrera comenta: "este copal fue empleado por los indios como astringente y resolutivo, en tanto que su humo tuvo fama de quitar el dolor de cabeza".

## Taxonomía
Bursera bipinnata fue descrita por (DC.) Engl. y publicado en Botanische Jahrbücher für Systematik, Pflanzengeschichte und Pflanzengeographie 1: 44. 1881.
Etimología
Bursera: nombre genérico que fue nombrado en honor del botánico alemán Joachim Burser (1583-1649).
bipinnata: epíteto latino que significa "dos veces pinnada".
Sinonimia
- Amyris bipinnata Moç. & Sessé ex DC.
- Bursera elemifera (Royle) Baill.
- Bursera gracilis Engl.
- Bursera tenuifolia Engl. ex Kuntze
- Bursera verapacensis Pittier
- Elaphrium bipinnatum (Moç. & Sessé ex DC.) Schltdl.
- Elaphrium elemiferum Royle
- Elaphrium gracile (Engl.) Rose
- Elemifera bipinnata (Moç. & Sessé ex DC.) Kuntze
- Terebinthus bipinnata (Moç. & Sessé ex DC.) W.Wight ex Rose
- Terebinthus gracilis (Engl.) Rose[4]